# Sh2-155

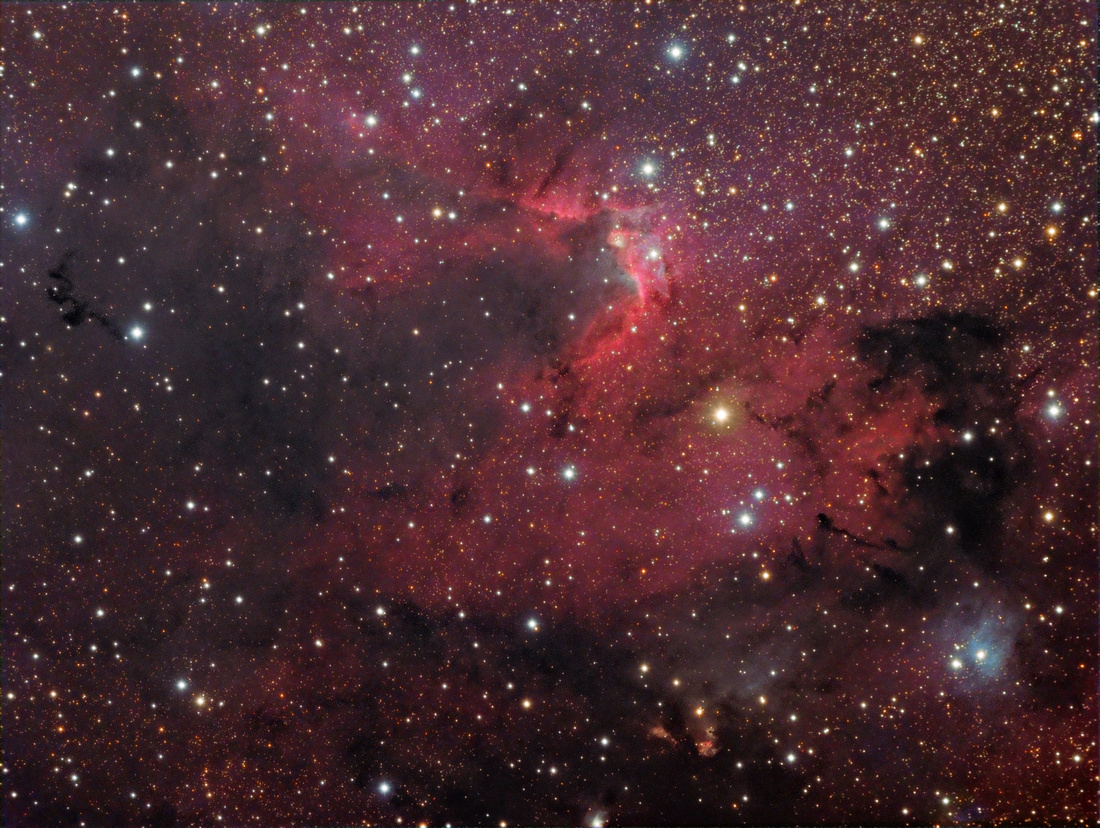
Sh2-155

Sh2-155, Caldwell 9 sau Nebuloasa Peștera este o nebuloasă difuză situată în constelația Cefeu. Acest obiect astronomic conține mai multe tipuri de nebuloase, cum ar fi de emisie sau de reflexie. 